# 040 T Nord 4.2016 à 4.2095
Les 040 T Nord 4.2016 à 4.2095 sont des locomotives-tender de type Eight Wheel (040) de la Compagnie des chemins de fer du Nord utilisées pour les manœuvres sur les triages et dans les dépôts.

## Histoire
Ces machines sont mises en service à partir de 1930 et immatriculées 4.2016 à 4.2095.
Au premier janvier 1938, elles forment à la SNCF, la série 2-040 TG 1 à 80.

## Construction
Ces locomotives sont issus de la série 4.2001 à 4.2015 (040 TD 1 à 15), dont elles reprenaient le châssis d'origine avec quelques améliorations.
Les 040 TG sont à vapeur saturée, simple expansion et possèdent une distribution à tiroirs plans. Elles sont livrées à partir de 1930 par deux constructeurs.
| Nord N°         | SNCF N°          | Quantité | Constructeurs      | N° de série | Année   |
| --------------- | ---------------- | -------- | ------------------ | ----------- | ------- |
| 4.2016 à 4.2035 | 2-040 TG 1 à 20  | 20       | ANF Blanc-Misseron | 278–297     | 1930    |
| 4.2036 à 4.2045 | 2-040 TG 21 à 30 | 10       | Corpet-Louvet      | 1762–1771   | 1930    |
| 4.2046 à 4.2065 | 2-040 TG 31 à 50 | 20       | ANF Blanc-Misseron | 311–330     | 1930    |
| 4.2066 à 4.2075 | 2-040 TG 51 à 60 | 10       | ANF Blanc-Misseron | 381–390     | 1931    |
| 4.2076 à 4.2085 | 2-040 TG 61 à 70 | 10       | Corpet-Louvet      | 1793–1802   | 1931-32 |
| 4.2086 à 4.2095 | 2-040 TG 71 à 80 | 10       | ANF Blanc-Misseron | 392–401     | 1933    |

## Caractéristiques
Surface de grille: 2,30 m2
Surface de chauffe: 104,80 m2
Timbre: 12 Hpz
Diamètre des cylindres:  510 mm
Course des pistons: 660 mm
Diamètre des roues motrices: 1,26 m
Entraxe des essieux extrêmes: 4,45 m
Longueur: 10,51 m
Poids adhérent: 72,8 t

## Modélisme
Les 2-040 TG ont été reproduites à l'échelle HO par l'artisan LocoSet Loisir (Armétal-LSL) sous forme de kit en bronze et laiton à monter.